# 松根油
松根油（しょうこんゆ）は、マツの伐根（切り株）を乾溜することで得られる油状液体である。広義にはテレビン油の一種であるため、松根テレビン油と呼ばれることもある。アジア・太平洋戦争中の日本では航空用ガソリン（航空揮発油）の代替物としての利用が試みられたが、非常に労力が掛かり収率も悪いため実用化には至らなかった。
樹脂（松ヤニ）の抽出物である一般のテレピン油と混同されるが、松根油は一般のテレピン油とは材料及び製法が異なる。現代の一般的なテレピン油は松ヤニを水蒸気蒸留して得るが、松根油は松ヤニを経由せず松の伐根を直接乾溜して得るものである。しかし戦時中には燃料や機械油不足の対策として松ヤニから燃料や機械油を精製する計画も同時並行で行われたことから、しばしば混同されている。
戦前は専門の松根油製造業者も存在し、塗料原料や選鉱剤などに利用されていた。昭和10年頃の生産量は6,000キロリットルほどであった。

## 成分および製法
松根油の成分は主にα-およびβ-ピネンなどのテルペノイドだが、戦時中に松根油を担当した研究者による再現実験では、モノテルペンとジテルペンをほぼ等量含み少量のセスキテルペンその他を含む混合物が得られている。当時の製法では、発掘した伐根を小割にして乾溜缶に入れ、最終的に300度程度にまで加熱して得られた揮発成分を冷却液化していた。この段階で得られたものを松根原油あるいは松根粗油と呼ぶ。大量の木酢液やタールが同時に発生するが、比重差を用いて分離が可能である。松根粗油を蒸留精製して松根油を得た。
松根油の製造には老齢樹を伐採して10年程度経った古い伐根が適しており、収率は20% - 30%にも達する。新鮮な伐根では松根油の収率は10%程度である。樹脂を多く含むマツの伐根は「あかし（松明）」「ひで（肥松：こえまつとも読みこれは樹脂分の多いクロマツ材をいうこともある）」などと呼ばれ、それ自体が照明用燃料として長い歴史を持つ。
戦時中の宣伝によると「200本の松で航空機が1時間飛ぶことができる」とされ学徒を動員し伐採が行われたが、これは数十年かけて育ったマツ1本を消費してもわずか18秒分にしかならないということであり、バイオマスエネルギー資源としては効率および再生産性に欠ける。
この他にテルペノイドを主成分とするバイオマス資源としては、柑橘類の皮がある。

## 日本における航空燃料としての利用の試み

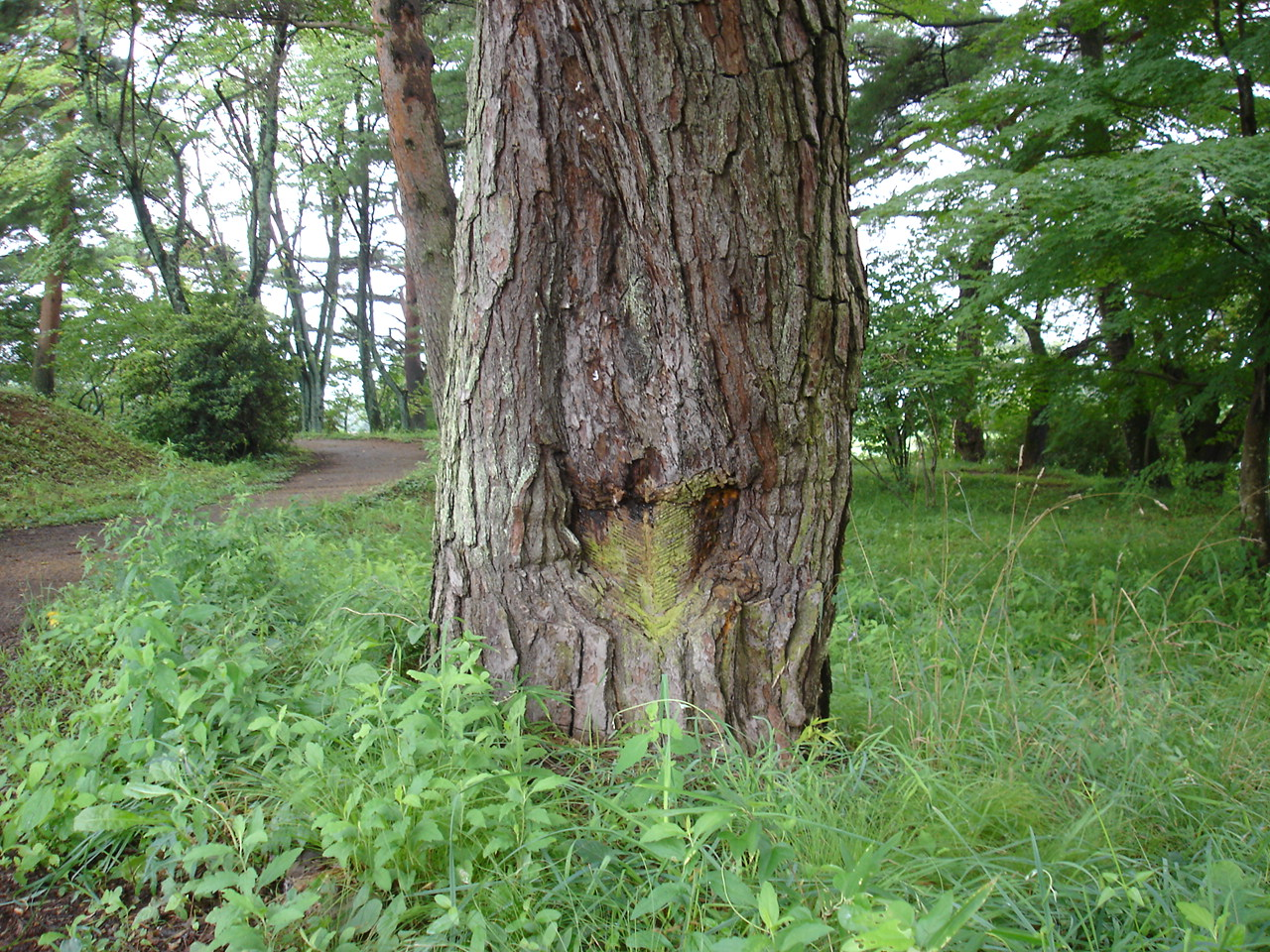
戦時中に皮を剥がれた大池公園の松（2010年撮影）

### 構想
1944年（昭和19年）7月、ドイツではマツの木から得た油を燃料に混ぜてジェット戦闘機を飛ばしているとの断片的な情報が日本海軍に伝わった。日本でも南方からの原油還送が困難となって燃料事情が極度に逼迫していたため、国内で同様の燃料を製造することが検討された。当初はマツの枝や材を材料にすることが考えられたが、日本には松根油製造という既存技術があることが林業試験場から軍に伝えられ、松根油を原料に航空揮発油を製造することとなった。

### 松根油の製造
1944年10月20日に最高戦争指導会議において松根油等緊急増産対策措置要綱が決定され、1945年（昭和20年）3月16日には松根油等拡充増産対策措置要綱が閣議決定された。原料の伐根の発掘やマツの伐採には多大な労力が必要なため、内地に残った高齢者、女性や子供が動員された。得られた伐根を処理するため大量の乾溜装置が必要となり、計画開始前には2,320個しか存在しなかったところ、同年6月までに46,978個もの乾留装置が新造された。これらは原料の産地である農山村に設置されて、大量の松根粗油が製造された。その正確な量については不明であるが、『日本海軍燃料史』（上）45ページには「20万キロリットルに達す」という記述があるという。明宝歴史民俗資料館の入り口には当時使用された乾溜缶が展示されている。1942年（昭和17年）頃、仙台市御立場町（現・宮城野区東仙台一丁目）の松原街道（現在の宮城県道8号仙台松島線）の両端に沿って松並木が存在していたが、樹齢300年以上の松もふくむすべての松並木が松根油採取のために伐採されている。一方で高知県の大方町にある入野松原は伐採命令に抵抗したことで現在でも残っている。
乾留された松根粗油は、ドラム缶に詰められ鉄道等で精製工場に送られた。各地に配置された第一次精製工場で軽質油とその他の成分に分け、そのうち軽質油をもとに第二次精製工場で水素添加などの処理を施し他の成分を加えて、航空揮発油を製造する計画であった。第二次精製工場の主力は四日市市と徳山（現周南）市の海軍第二・第三燃料廠であった。しかし四日市では度重なる空襲により最終製品の製造には至らず、徳山でも1945年5月14日から生産された500キロリットルの完成を見たのみである。この松根油確保のために谷田部海軍航空隊の練習航空隊の学生も借り出されている。この任に予備学生14期として従事した、元鹿屋海軍航空隊昭和隊所属の杉山幸照少尉曰く、当時「こんなものを掘って、いつまで続くもんかなあ……」と思った、と著書で述べている。また作業に動員された軍人や民間人からも疑問に感じたという証言が多く得られている。
運搬の手間を省くため飛行場内や付近に精製施設を設け近隣の松を運び込んで利用する計画もあった。人吉海軍航空隊基地では付近の森の中に精製所を建設していた。東京の「著名なクラブのゴルフ場」に乾溜装置が据え付けられ、コース内の松根の掘り出し等に進んで参加し模範を示すよう、会員に対して要請がなされるというケースもあった。

### 実用化の試み
製造された揮発油を航空燃料として使うには追加工程が必要なため、レシプロ機に使われたという公式記録はないが、「松根油」と書かれたドラム缶を飛行場で見たという証言もあり他の燃料と混合し代用ガソリンとして使用したと推測されている。実際に1945年6-8月頃、北京市の南苑飛行場にあった第5航空軍の第28教育飛行隊では、飛行機の燃料が不足して2,3日に1度の発着をすることしかできなくなっていたため、日本から送られてきた松根油を混ぜた燃料を積んで試験飛行を行い、傾斜角度をつけて旋回したり、垂直旋回したりしたところ、エンジンが詰まり、プロペラが止まったため、部隊長らは相談して「松根油を使うときは、傾斜15度以上の急旋回はすべからず」という珍命令を出した。第28教育飛行隊の操縦者だった高田英夫は、それでは旅客機並みの機体操作しかできず、戦闘機がおとなしい旋回をしていたらたちまち撃ち落とされてしまうと考え、命令を聞いて情けないやら、くやしいやらで腹が立ってきた、と回想している。
海軍ではターボジェットエンジンを搭載した橘花への使用を目指し、テスト飛行時に松根油を含有する低質油での飛行に成功した。終戦直前には一定量を確保していたが横浜大空襲で貯蔵施設が火災に遭い失われたとされる。この火災の黒煙を見た昭和天皇は米内光政から松根油が燃えた煙だと聞くと「松根油は農民が苦労して集めたものではないか。至急消すよう」と言ったとされる。海軍ではパルスジェットエンジンを搭載した梅花への使用を計画していたが機体完成前に終戦となった。

### 戦後の松根油
戦後、全国の産地に未精製の松根油が残されたが、利用についてのエピソードは採掘記録に対して乏しい。重油に近い性状の松根原油は、燃料事情が逼迫した戦後唯一の液体燃料として焼玉エンジンを使う漁船用の燃料として活用されたほか、DDTを農薬として乳化・希釈する際の溶媒に使用されるなど、戦後の食糧難の時期に役立てられた。そのため、一部の地域では戦時中に掘り出された松根の乾留が1946年（昭和21年）まで続けられている。また、民間に放出され代用ガソリンとして使用されており、本田宗一郎の記憶によると旧陸軍が放出した無線機の発電用エンジンを使用したモペッドにも使われていたという。なお、米国戦略爆撃調査団およびシャウプ使節団のメンバーとして来日したことのあるジェローム・B・コーヘンによると、進駐軍が松根油をジープの燃料として試験的に用いてみたところ、数日でエンジンが止まって使い物にならなくなった。また、饒村曜はカスリーン台風で山間部の土砂災害が多発したのは、松根油精製のため広範囲に松が伐採され手入れもされなかったことが原因の一つと指摘している。

## 松ヤニの利用構想
松根油と平行し、伐採せずに得られる松ヤニを利用する構想もあり、実現に向けて各地で調査や研究が行われた。新聞記事には松ヤニ収集を奨励する記事が多く掲載され、山中の松から収集する者もいた。しかし実際には1日に20グラム程度しか得られないなど非常に効率が悪く、使用できる燃料や機械油が完成したという記録もない。戦後も皮が剥がれた痕やV字の傷跡のある松が各地に残されている。
矢吹陸軍飛行場では使用する航空機の燃料や機械油を得るため精製施設を建設した。飛行場が所在する矢吹町の大池公園にある松から松根油を製造するのと平行し、松ヤニの採集も行われた。実用化はされなかったが公園内には現在でも皮を剥がされた松が残っている。
長崎市へ原爆が投下された当日、香焼島で松ヤニを収集していた写真技師が原爆のキノコ雲を撮影している。